# GLFW
GLFW — Open Source библиотека для кроссплатформенного создания и открытия окон, создания OpenGL контекста и управления вводом. Она легко интегрируется в существующие приложения, так как не претендует на главный цикл приложения.

## Возможности
- Простой в использовании API в стиле OpenGL API
- Создает окно и OpenGL контекст двумя вызовами функций
- Явная поддержка MSAA и OpenGL 3.2 +, включая профили и флаги
- Ввод может быть получен как с помощью опроса, так и callback функциями
- Ввод символов в кодировке Unicode
- Make-файлы или файлы проекта для самых популярных C / C++ компиляторов